# Округ Вејн (Кентаки)
Округ Вејн (енгл. Wayne County) је округ у америчкој савезној држави Кентаки.

## Демографија
По попису из 2010. године број становника је 20.813, што је 890 (4,5%) становника више него 2000. године.
| Група             | 2000.          | 2010.          |
| Белци             | 19.156 (96,2%) | 19.591 (94,1%) |
| Афроамериканци    | 297 (1,5%)     | 316 (1,5%)     |
| Азијати           | 22 (0,1%)      | 67 (0,3%)      |
| Хиспаноамериканци | 291 (1,5%)     | 601 (2,9%)     |
| Укупно            | 19.923         | 20.813         |